# Торе Сакети (Павија)
Торе Сакети је насеље у Италији у округу Павија, региону Ломбардија.
Према процени из 2011. у насељу је живело 119 становника. Насеље се налази на надморској висини од 189 м.